# Quận Buchanan, Missouri
Quận Buchanan là một quận thuộc tiểu bang Missouri, Hoa Kỳ. Theo điều tra dân số năm 2000 của Cục điều tra dân số Hoa Kỳ, quận có dân số người 2, dân số năm 2008 là 89.408 người. Quận lỵ đóng ở Saint Joseph 6

## Địa lý
Theo Cục điều tra dân số Hoa Kỳ, quận có tổng diện tích 415 dặm vuông Anh (1.074,8 km2), trong đó có 5 dặm vuông Anh (12,9 km2) là diện tích mặt nước.

### Xa lộ
- Interstate 29
- Interstate 229
- U.S. Route 36
- U.S. Route 59
- U.S. Route 71
- U.S. Route 169
- Route 6
- Route 31
- Route 116
- Route 371

### Quận giáp ranh
- Quận Andrew (bắc)
- Quận DeKalb (đông bắc)
- Quận Clinton (đông)
- Quận Platte (nam)
- Quận Atchison, Kansas (tây nam)
- Quận Doniphan, Kansas (tây bắc)

## Thông tin nhân khẩu
Theo điều tra dân số 2 năm 2000, quận đã có dân số 85.998 người, 33.557 hộ gia đình, và 21.912 gia đình sống trong quận hạt. Mật độ dân số là 210 người trên một dặm vuông (81/kmТВ). Có 36.574 đơn vị nhà ở mật độ trung bình là 89 trên một dặm vuông (34/kmТВ). Cơ cấu dân tộc của cư dân sinh sống ở quận này bao gồm 92,73% người da trắng, 4,36% da đen hay Mỹ gốc Phi, 0,42% người Mỹ bản xứ, 0,45% châu Á, Thái Bình Dương 0,02%, 0,65% từ các chủng tộc khác, và 1,37% từ hai hoặc nhiều chủng tộc. 2,43% dân số là người Hispanic hay Latino thuộc một chủng tộc nào.
Có 33.557 hộ, trong đó 30,60% có trẻ em dưới 18 tuổi sống chung với họ, 49,30% là đôi vợ chồng sống với nhau, 12,00% có nữ hộ và không có chồng, và 34,70% là không lập gia đình. 28,90% hộ gia đình đã được tạo ra từ các cá nhân và 12,50% có người sống một mình 65 tuổi hoặc cao tuổi hơn. Cỡ hộ trung bình là 2,42 và cỡ gia đình trung bình là 2,98.
Trong quận này cơ cấu độ tuổi dân cư bao gồm 24,30% dưới độ tuổi 18, 11,00% 18-24, đạt 28,50% 25-44, 21,20% từ 45 đến 64, và 15,00% từ 65 tuổi trở lên. Độ tuổi trung bình là 36 năm. Đối với mỗi 100 nữ có 96,70 nam giới. Đối với mỗi 100 nữ 18 tuổi trở lên, đã có 93,90 nam giới.
Thu nhập trung bình cho một hộ gia đình trong đã đạt mức USD 34.704, và thu nhập trung bình cho một gia đình là USD 42.408. Phái nam có thu nhập trung bình USD 31.697 so với 21.827 USD của phái nữ. Thu nhập bình quân đầu người là 17.882 USD. Có 8,50% gia đình và 12,20% dân số sống dưới mức nghèo khổ, bao gồm 15,00% những người dưới 18 tuổi và 9,60% của những người 65 tuổi hoặc hơn.